# 尖嘴盜目魚
尖嘴盜目魚（学名：Lestidiops similis）為輻鰭魚綱仙女魚目帆蜥魚亞目魣蜥魚科的一種，分布於東大西洋熱帶至溫帶海域，為深海魚類，深度200-600公尺，體長可達20公分，棲息在表中層至底層水域，生活習性不明。